# Dial Plastics
Dial Plastics war ein britischer Hersteller von Automobilen.

## Unternehmensgeschichte
Frank Sheen gründete 1969 das Unternehmen in Grays und begann mit der Produktion von Automobilen und Kits. Der Markenname lautete Dial. 1971 wurde ein Fahrzeug auf der Racing Car Show präsentiert. Im gleichen Jahr endete die Produktion. Insgesamt entstanden etwa 20 Exemplare.

## Fahrzeuge
Das einzige Modell war der Buccaneer. Dies war ein flacher Sportwagen. Die Coupé-Karosserie verfügte über Flügeltüren. Die Basis bildete ein Spaceframe-Rahmen. Ein Reihenmotor von Ford war hinter den Sitzen in Mittelmotorbauweise montiert. Das Getriebe kam von Volkswagen und die Radaufhängungen von Triumph.